# Ben-Hur (roman)
Ben-Hur, a Tale of the Christ is een roman van de Amerikaanse schrijver Lew Wallace. Het boek werd uitgegeven op 12 november 1880. Ben-Hur is een historische roman die zich afspeelt ten tijde van Jezus' leven.
De roman overtrof in de Verenigde Staten het verkooprecord van De negerhut van Oom Tom van Harriet Beecher Stowe (1852). Hij bleef recordhouder tot de publicatie van Gejaagd door de wind van Margaret Mitchell in 1936.
Het boek werd al snel bewerkt voor toneel en film. Verfilmingen werden gemaakt in 1907, 1925, 1959, 2003 en 2016. Vooral de verfilming van 1959, met Charlton Heston in de hoofdrol, is bekend vanwege de grootse opzet. Ze kreeg elf Oscars.

## Verhaal
Judah Ben-Hur is de zoon van een rijke familie in Jeruzalem. Hij was als kind dik bevriend met de Romeinse Messala. Als Messala 14 is en Judah 12, gaat Messala naar Rome. Vijf jaar later komt hij terug, nu als tribuun. Ben-Hur vindt dat Messala veranderd is, hij is een groot aanhanger van Rome, en dat betekent het einde van de vriendschap. Enige tijd later beschuldigt de ambitieuze Messala Ben-Hur er zelfs van een aanslag te willen plegen op de Romeinse gouverneur Valerius Gratus. Daarop wordt Ben-Hur veroordeeld tot de galeien, zijn eigendommen worden geconfisqueerd en zijn moeder en zuster belanden in de gevangenis. De trouwe Egyptische slavin Amrah blijft in het huis achter.
Ben-Hur wordt gevankelijk via Nazareth naar de havenstad Tyrus gevoerd. In Nazareth merkt hij dat niet iedereen hem vijandig gezind is: een timmerman komt met de soldaten praten en zijn zoon geeft Ben-Hur te drinken.
Na drie jaar gevangenschap als galeislaaf trekt Ben-Hur de aandacht van de consul Quintus Arrius, die de vader van Ben-Hur nog gekend heeft. Tijdens een zeeslag slaagt hij erin het leven van Arrius te redden. Arrius adopteert hem daarna als zijn zoon. Ben-Hur woont vijf jaar in Rome en bekwaamt zich in het wagenrennen.
Na de dood van Arrius keert Ben-Hur naar Palestina terug als vrij man en Romeins officier. In Antiochië ontmoet hij Simonides, de trouwe rentmeester van zijn vader. Toen alle bezittingen van de familie Hur geconfisqueerd werden, heeft Simonides het familievermogen verborgen gehouden. Hij heeft het bedrag met goed beheer vermenigvuldigd. Ben-Hur heeft ook nog de erfenis van Arrius en is nu de rijkste persoon ter wereld. Maar hij vindt het veel belangrijker om te weten wat er met zijn moeder en zuster is gebeurd.
Ben-Hur hoort dat er binnenkort wagenrennen worden gehouden. Een van de deelnemers is zijn oude vijand Messala. Een andere deelnemer is de Arabische sjeik Ilderim, die in de buurt van Antiochië woont in een palmenbos. Ben-Hur wordt uitgenodigd door Ilderim en Ilderim kiest hem om de paarden te mennen. Een andere gast van Ilderim is de Egyptenaar Balthasar met zijn dochter Iras. Balthasar mag graag vertellen over zijn bezoek, 27 jaar eerder, aan een pasgeboren kind in Bethlehem. Hij hoopt vurig dat kind weer te ontmoeten.
Messala heeft ontdekt dat de zoon van Arrius dezelfde is als Judah Ben-Hur, waarvan hij dacht dat hij allang in de galeien gestorven was. Hij maakt zich zorgen - Ben-Hur zou de misdaad van hem en Gratus openbaar kunnen maken. Hij schrijft een brief aan gouverneur Gratus, die in Caesarea is. De brief wordt onderschept en valt in handen van Ilderim en Ben-Hur.
Messala en Ben-Hur doen mee aan de wagenrennen. Messala heeft zijn hele vermogen verwed. Ben-Hurs vrienden nemen op de tribune plaats, waarbij blijkt dat Iras eerder een supporter is van Messala. Messala verongelukt tijdens de race en raakt zijn benen kwijt. Ben-Hur is overwinnaar. Dan ontvangt Ben-Hur een uitnodiging, kennelijk van Iras, maar in plaats van Iras ontmoet hij op de afgesproken plek iemand die gestuurd is door Messala om hem te vermoorden. Ben-Hur wint ook deze strijd. Hij verwisselt zijn kleren met die van zijn aanvaller zodat Messala denkt dat Ben-Hur definitief is uitgeschakeld.
Gouverneur Valerius Gratus wordt vervangen door Pontius Pilatus. Deze beveelt een onderzoek naar de bewoners van de gevangenissen. Zo wordt ontdekt dat de moeder van Ben-Hur en zijn zusje Tirzah acht jaar gevangen hebben gezeten. In de gevangenis hebben ze melaatsheid opgelopen. Ze worden vrijgelaten en buiten de stad gebracht. Op hetzelfde moment is Ben-Hur in Jeruzalem aangekomen. Hij wordt gezien door zijn moeder en zus, maar lichamelijk contact is door hun ziekte uitgesloten. De vrouwen verbergen zich voor hem, Ben-Hur mag niet weten hoe het met hen gaat. De vrouwen trekken zich terug in de grotten buiten de stad. Ben-Hurs oude slavin Amrah verzorgt hen in het geheim.
Het paleis van de familie Hur, dat geconfisqueerd was, wordt door Simonides teruggekocht. Hij betrekt het huis met zijn dochter Esther, Balthasar, diens dochter Iras en natuurlijk Amrah. Samen met Ben-Hur ontmoeten ze een Nazireeër die naar een man wijst en hem het Lam van God noemt, die de zonden van de wereld wegneemt. Ben-Hur herkent de aangewezen man: het is de vriendelijke timmermanszoon uit Nazareth. Terwijl de man door het land trekt volgt Ben-Hur hem. Hij ziet dat hij in staat is zieken te genezen en andere wonderen te verrichten. Na drie jaar gaat de man naar Jeruzalem en hij komt daar Ben-Hurs moeder en zus tegen, die hij geneest van hun melaatsheid.
Ben-Hur is verliefd op Iras, maar deze blijkt een vijandin te zijn die meer op de hand van de Romeinen is. Ben-Hur begint te vermoeden dat zij de mislukte aanslag (na de wagenrace) gearrangeerd heeft. Hij geeft zijn liefde liever aan Esther, de dochter van Simonides.
Een paar dagen later wordt de timmermanszoon gekruisigd. Alle hoofdpersonen zijn erbij aanwezig. Als de man aan het kruis roept dat hij dorst heeft, ziet Ben-Hur zijn kans schoon: hij steekt een natte spons op een riet en brengt die aan de lippen van de veroordeelde. Zo betaalt hij hem terug voor wat hij meer dan tien jaar geleden voor Ben-Hur deed. Ben-Hur en zijn familieleden bekeren zich tot het nieuwe geloof.
Enkele jaren later blijkt Iras met Messala getrouwd te zijn, maar ze heeft Messala gedood toen zij zijn slechte karakter ontdekte.

## Anachronismen
Het verhaal van Wallace is geheel verzonnen en bevat nogal wat anachronismen.
- De roman en de daarop gebaseerde films hebben het beeld verspreid van Romeinse oorlogsschepen die door geketende slaven worden geroeid. In werkelijkheid waren die roeiers geen slaven, maar beroepsmatrozen, die zeer behendig en gedisciplineerd moesten zijn. Geketende galeiboeven verschenen pas in de late middeleeuwen.
- Het schip van Arrius had een naam: Astraea. Schepen hadden in die tijd echter nog geen naam.
- Romeinse burgers konden niet aan wagenrennen deelnemen. Messala was echter een Romein en Ben-Hur (door adoptie) eveneens.